# Jeff Hanneman
Jeffrey John "Jeff" Hanneman (Oakland, 31 de enero de 1964-Inland Empire, 2 de mayo de 2013) fue un músico estadounidense, conocido por ser el guitarrista líder (también guitarrista rítmico) y miembro fundador de la banda de thrash metal Slayer. Hanneman se crio en Los Ángeles en una familia de veteranos de guerra, hecho por el cual se le atribuye su fascinación con los conflictos bélicos. Su interés personal por la guerra es visible en muchas de sus letras, sobre todo en la canción «Angel of Death».
Hanneman estaba influenciado por la música punk, por lo que llegó a decir que el género influenció al sonido de Slayer para hacer su música más rápida y agresiva. Hanneman contribuyó con letras y música en todos los álbumes de Slayer, además de componer las canciones "Raining Blood", "War Ensemble", "Seasons in the Abyss" y «Angel of Death», habituales en los conciertos de la banda. Poseía su propio modelo de guitarra, la ESP Jeff Hanneman.

## Biografía
Hanneman nació el 31 de enero de 1964 en Oakland, California y se crio en Long Beach, California en una familia llena de veteranos de guerra; su padre luchó en Normandía durante la Segunda Guerra Mundial y sus hermanos en Vietnam. La guerra era un tema recurrente a la hora de sentarse a la mesa a cenar en la familia de los Hanneman. Las películas de guerras eran muy populares en la televisión de esa época, por lo que Jeff y sus hermanos fabricaban modelos a escala de tanques y aviones en su tiempo libre. Por todo esto, su afición a la guerra y los temas militares se atribuyen a su infancia.
En 1981, Jeff conoció a Kerry King, mientras este último hacía una prueba para una banda de heavy metal. Después de las pruebas, comenzaron a conocerse y a tocar canciones  de bandas británicas como Iron Maiden, Black Sabbath, Judas Priest y Venom. Slayer nació cuando King le preguntó "¿Y por qué no iniciamos nuestra propia banda?", a lo que Hanneman replicó "¡Joder sí!". En 1984, Hanneman, Dave Lombardo y el guitarrista de Suicidal Tendencies Rocky George comenzaron un proyecto paralelo de punk rock llamado Pap Smear - la banda iba a comenzar a grabar cuando el productor discográfico de Slayer Rick Rubin le persuadió de que no lo hiciese, diciendo "Ahhhh, no lo hagas hombre - este tipo de cosas hace que se disuelvan las bandas". Hanneman aceptó el consejo, y después utilizó dos de las canciones que había preparado para el álbum de Slayer de 1996 Undisputed Attitude.
En 1997 Hanneman se casó con Kathryn, a quien conoció a principios de los años 1980. No tuvieron hijos y vivían en Los Ángeles a poca distancia de King. Kathryn se quedaba en casa cuando Slayer salía de gira; Hanneman decía preferirlo, diciendo que cuando volvía a casa, "estaba como nueva". Kathryn solo ha salido de gira con la banda dos veces en más de los veinte años de carrera.
Hanneman y el vocalista de Slayer Tom Araya eran ex-cocainómanos y abusadores de pastillas. Decidieron dejarlo cuando se percataron de que "sólo puede llevar a la muerte o algo parecido, está llegando demasiado lejos".
A comienzos de 2011, Hanneman contrajo fascitis necrotizante. Según la banda, los médicos  aseguraron que seguramente fue por una mordedura de araña.[cita requerida] Decidieron comenzar la gira que comenzaba el 26 de febrero de 2011 contratando a Gary Holt (guitarrista de Exodus) hasta su recuperación. Después a Holt le sustituyó Pat O'Brien debido a los compromisos del primero con su banda habitual.

### Interés por la historia nazi

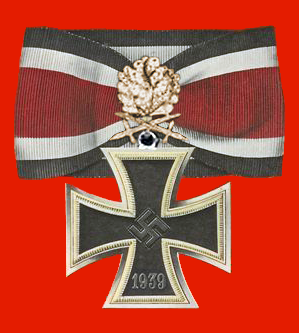
La Cruz de Caballero de la Cruz de Hierro.

El interés de Hanneman por las medallas de la Segunda Guerra Mundial y de la Alemania nazi se encuentra presente en sus letras. Su interés por el nazismo comenzó cuando su padre le regaló unas medallas, entre las que se encontraba una usurpada a un soldado alemán muerto. Su pieza más codiciada es una Cruz de Caballero de la Cruz de Hierro, que le compró a un seguidor de Slayer por 1000 dólares. Durante una gira con Motörhead, Hanneman descubrió el interés del vocalista de Motörhead, Lemmy hacia las medallas, por lo que ambos hablaron de diseños de medallas, armas y tácticas utilizadas por la Wehrmacht.
Las letras de Hanneman de «Angel of Death» llevaron a la banda a ser acusada de simpatizantes de los nazis. Hanneman se defendió diciendo "nada de lo que escribo en esas letras dice nada de que sea un mal hombre, porque para mí - bueno, ¿no es obvio? No debería de tener que explicaros eso". La banda ha dicho muchas veces que no aprueban el nazismo y que simplemente están interesados en el tema.

### Muerte
Hanneman abandonó la banda en 2011 tras sufrir una fascitis necrotizante  y murió el 2 de mayo de 2013 en un hospital del Sur de California, en el que fue internado por una deficiencia hepática. Ese mismo día Slayer anunció lo siguiente:

"Slayer is devastated to inform that their bandmate and brother, Jeff Hanneman, passed away at about 11AM this morning near his Southern California home. Hanneman was in an area hospital when he suffered liver failure. He is survived by his wife Kathy, his sister Kathy and his brothers Michael and Larry, and will be sorely missed. 

Our Brother Jeff Hanneman, May He Rest In Peace (1964 - 2013)".
"Slayer está devastado de tener que informar que nuestro compañero de banda y hermano, Jeff Hanneman, murió a las 11 de esta mañana, cerca de su casa del Sur de California. Hanneman se encontraba en un hospital de la zona cuando sufrió una insuficiencia hepática. Deja atrás su esposa Kathy, su hermana Kathy y sus hermanos Michael y Larry, y se le echará mucho de menos.

Nuestro hermano Jeff Hanneman, descansa en paz (1964-2013)".

Días después la banda informó a través de un comunicado oficial que la causa de muerte de Hanneman fue una cirrosis.

## Estilo e influencias
Las influencias musicales de Hanneman incluyen el heavy metal de la primera época y el punk rock, cosa que llevó a Slayer a grabar el álbum Undisputed Attitude de 1996. Los solos de guitarra de Hanneman y King han sido descritos como "locamente caóticos"., y como "geniales retorcimientos". Los primeros álbumes, como Hell Awaits y Reign in Blood, contienen un "estilo triste" y "solos dementes que a menudo imitan los gritos de las víctimas de la canción". South of Heaven contenía riffs de guitarra "más técnicos", utilizando el anteriormente mencionado el trémolo picking y notas bajadas de tono, mejorando la musicalidad mientras retenían el sentido melódico. Tanto Hanneman como King fueron incluidos entre los diez mejores guitarristas de la lista de los "100 mejores guitarristas de heavy metal de todos los tiempos" elaborada por la revista Guitar World.

## Música y letras
Hanneman compuso muchas de las canciones más conocidas de la banda, como «South of Heaven», «War Ensemble», «Raining Blood», «Angel of Death», «Mandatory Suicide» o «Seasons in the Abyss», todas ellas habituales en las actuaciones en directo de Slayer. El álbum favorito de Hanneman es Reign in Blood, y disfrutó tocando en vivo las canciones "Raining Blood" y "Angel of Death." Contribuyó con letras y música a todos los álbumes de la banda, formando pareja de composición con Araya, quien a menudo eclipsa la creatividad de King.
Cuando componen material nuevo, la banda primero compone la música. Hanneman a menudo componía riffs en su casa, usando una grabadora de 24 pistas y una caja de ritmos y después recogía las opiniones del resto de los miembros de la banda, King y Lombardo hacen sugerencias de alteraciones. La banda toca el riff para conseguir la estructura básica de la canción, y después incorporan las letras y los solos. Hanneman ha comentado que escribir letras y música es "cosa de todos", "Todo va sobre quién viene con una cosa u otra. A veces yo estoy más inspirado y tengo más material, lo mismo con Kerry — es quién esté más caliente, en realidad. Cualquiera puede componer lo que sea, si es bueno lo usamos, si no pues no".

## Equipo

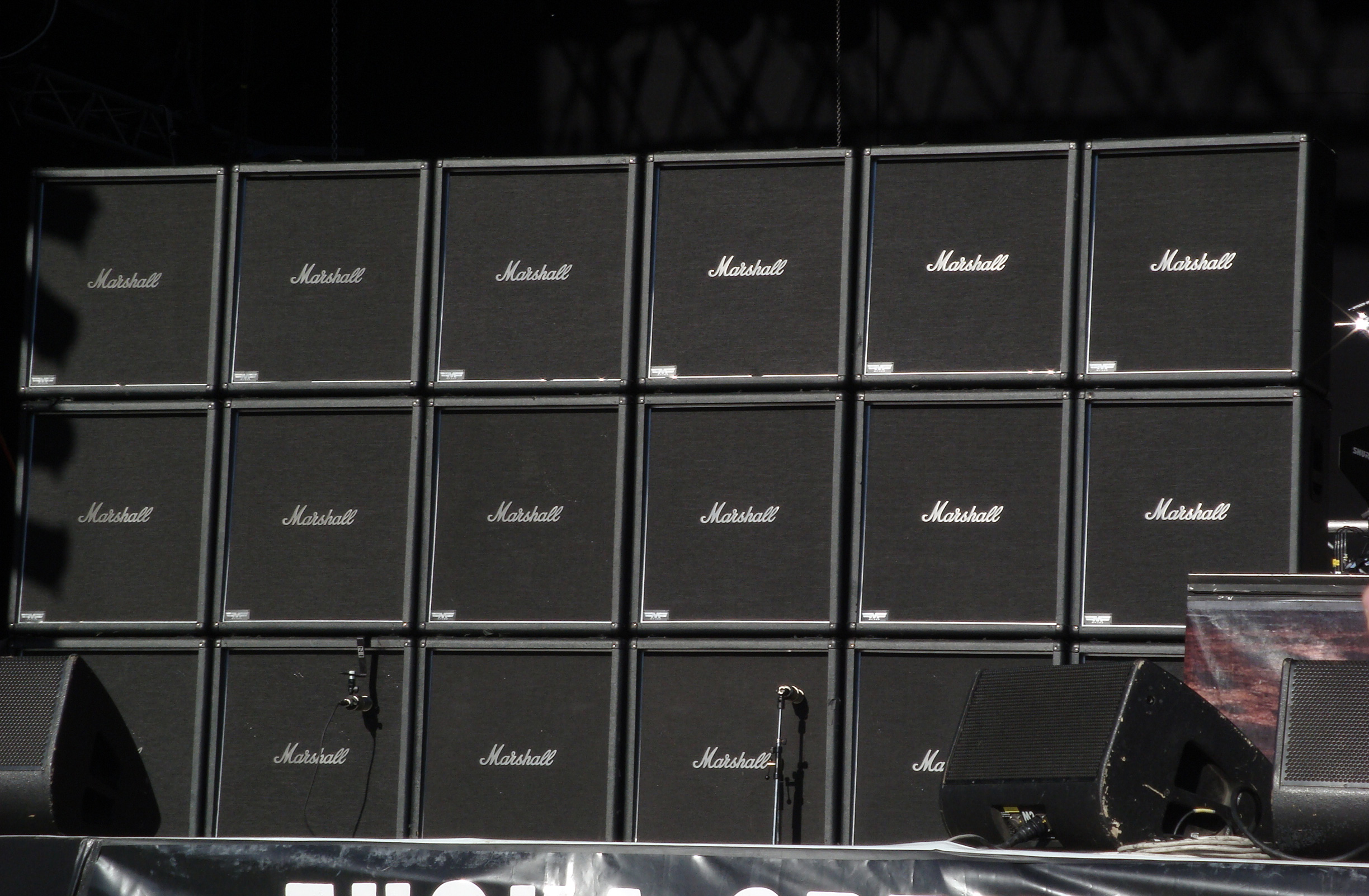
Amplificadores Marshall de Jeff Hanneman fotografiadas en el Tuska Open Air Metal Festival de 2008.

Mientras estaba de gira, Hanneman llevaba seis guitarras debido a las diferentes tonalidades necesarias. Los primeros álbumes, como Haunting the Chapel - Divine Intervention están entonadas en mi bemol, mientras que álbumes posteriores como Diabolus in Musica - Christ Illusion contienen entonaciones alternas, el primer álbum Show No Mercy se grabó en una entonación estándar, mientras que las representaciones en vivo de esas canciones se tocan en mi bemol desde 1984.
- ESP Jeff Hanneman.[16]
- Guitarra Custom Jackson
- Puentes Kahler
- Cuerdas D'Addario .009-.042
- Sistema inalámbrico Shure
- Pedal Crybaby From Hell Wah-Wah de Dunlop
- Armonizador Eventide H3000S
- MXR Smart Gate
- Ecualizador de 10 bandas MXR
- Cable Monster
- Amplificadores Marshall JCM-800
- Cabinas modificadas Marshall 4x12 con un modelo de altavoces Celestion sin confirmar (probablemente G12T-75)

## Discografía
- 1983: Show No Mercy
- 1985: Hell Awaits
- 1986: Reign in Blood
- 1988: South of Heaven
- 1990: Seasons in the Abyss
- 1994: Divine Intervention
- 1996: Undisputed Attitude
- 1998: Diabolus in Musica
- 2001: God Hates Us All
- 2006: Christ Illusion
- 2009: World Painted Blood